# ريان لانس
ريان لانس (بالإنجليزية: Ryan Lance)‏ هو رائد أعمال وشخصية أعمال أمريكي، ولد في القرن العشرين.